# Fulton (Illinois)
Fulton é uma cidade localizada no estado norte-americano de Illinois, no Condado de Whiteside. Fica na margem oriental do rio Mississippi.

## Demografia
Segundo o Censo dos Estados Unidos de 2010, a sua população era de 3481 habitantes.

## Geografia
De acordo com o United States Census Bureau tem uma área de 
6  km², dos quais 6 km² cobertos por terra e 0,0 km² cobertos por água.